# Placocalanus inermis
Placocalanus inermis is een eenoogkreeftjessoort uit de familie van de Pseudocyclopidae. De wetenschappelijke naam van de soort is voor het eerst geldig gepubliceerd in 1996 door Ohtsuka, Fosshagen & Soh.